# WTA Finals 2014 – ženská dvouhra
Soutěže ženské dvouhry na Turnaji mistryň 2014 v Singapuru se zúčastnilo osm nejlepších tenistek v klasifikaci žebříčku WTA Race. Dvojnásobnou obhájkyní titulu byla americká světová jednička a čtyřnásobná vítězka Serena Williamsová, která turnaj opět vyhrála.
Rozlosování singlové soutěže proběhlo v sobotu 18. října v 17 hodin místního času.

## Turnaj
Simona Halepová ve druhé fází skupiny deklasovala Serenu Williamsovou 6–0 a 6–2, čímž ukončila její 16zápasovou neporazitelnost na Turnaji mistryň (Američanka vyhrála bez prohry ročníky 2009, 2012 a 2013, v letech 2010 a 2011 nestartovala). Po svém prvním vítězství nad úřadující světovou jedničkou Rumunka sdělila: „Mám za sebou nejlepší zápas v kariéře. Nedokážu popsat, jak se teď cítím. Chci si to užít a nikdy na to nezapomenu.“ Ve 20minutové první sadě dovolila soupeřce uhrát jen devět míčů. Jednalo se o osmý „kanár“, který americká hráčka v kariéře utržila, a první v probíhající sezóně.
Pátý titul z Turnaje mistryň si odvezla Serena Williamsová, která ve finále zdolala čtvrtou nasazenou Rumunku Simonu Halepovou hladce ve dvou setech 6–3 a 6–0. Přes vlažný vstup do utkání, kdy Američanka ztratila úvodní servis a prohrávala 1–2 na gamy, následně zaznamenala drtivý nástup a po zbytek hry na dvorci dominovala. Ve druhé sadě, trvající 25 minut, uštědřila soupeřce „kanára“. Rumunce tak oplatila debakl ze základní skupiny a nejtěžší porážku během předchozích 16 let. Při převzetí poháru Billie Jean Kingové uvedla: „Je to speciální okamžik, nové místo a noví lidé. Jsem opravdu šťastná, že jsem vyhrála první ročník Turnaje mistryň tady v Singapuru. Je to úžasné místo a moc jsem si to tu užila.“
Halepová paradoxně pomohla Williamsové postoupit ze skupiny do vyřazovacích bojů, když v posledním utkání proti Aně Ivanovićové získala jeden set. Ten zajistil světové jedničce druhé postupové místo ze skupiny.
Američanka se stala třetí hráčkou turnaje, jež dokázala zkompletovat čistý „hattrick“ – tři výhry v řadě, když naposledy předtím třikrát vyhrála Monika Selešová v letech 1990–1992. Navrátilová slavila pět titulů bez přerušení v letech 1983 až 1986. Williamsová sezónu zakončila sedmou trofejí – v níž vyhrála všechny finále –, a celkově 64. singlovým titulem na okruhu WTA Tour.
Podruhé za sebou a počtvrté v kariéře zakončila americká hráčka rok na prvním místě žebříčku WTA. V průběhu roku neopustila jeho čelo ani na jeden týden. Takový výkon naposledy před ní dosáhla Němka Steffi Grafová v sezóně 1996, na níž se také dotáhla v počtu pěti trofejí ze závěrečné události roku (tři ji stále scházely na rekordních osm Martiny Navrátilové).

## Nasazení hráček
1. Serena Williamsová (vítězka, 1 340 bodů, 2 007 000 USD)
2. Maria Šarapovová (základní skupina, 370 bodů, 283 000 USD)
3. Petra Kvitová (základní skupina, 370 bodů, 283 000 USD)
4. Simona Halepová (finále, 890 bodů, 931 000 USD)
5. Eugenie Bouchardová (základní skupina, 210 bodů, 140 000 USD)
6. Agnieszka Radwańská (semifinále, 370 bodů, 320 000 USD)
7. Ana Ivanovićová (základní skupina, 530 bodů, 426 000 USD)
8. Caroline Wozniacká (semifinále, 690 bodů, 643 000 USD)

## Náhradnice
1. Angelique Kerberová (nenastoupila, 0 bodů, 62 000 USD)
2. Jekatěrina Makarovová (nenastoupila, 0 bodů, 62 000 USD)

## Soutěž
| Legenda                                                       |                                                                        |                                                   |
| - Q – kvalifikant - WC – divoká karta - LL – šťastný poražený | - Alt – náhradník - SE – zvláštní výjimka - PR/SR – žebříčková ochrana | - w/o – bez boje - r – skreč - d – diskvalifikace |

### Finálová fáze
|  | Semifinále | Semifinále         | Semifinále      | Semifinále | Semifinále |                     |   | Finále             | Finále | Finále | Finále | Finále |
|  |            |                    |                 |            |            |                     |   |                    |        |        |        |        |
|  | 1          | Serena Williamsová | 2               | 6          | 78         |                     |   |                    |        |        |        |        |
|  | 8          | Caroline Wozniacká | 6               | 3          | 6          |                     |   |                    |        |        |        |        |
|  | 8          | Caroline Wozniacká | 6               | 3          | 6          |                     | 1 | Serena Williamsová | 6      | 6      |        |        |
|  |            |                    |                 |            |            |                     | 1 | Serena Williamsová | 6      | 6      |        |        |
|  |            | 4                  | Simona Halepová | 3          | 0          |                     |   |                    |        |        |        |        |
|  | 6          | 4                  | Simona Halepová | 3          | 0          | Agnieszka Radwańská | 2 | 2                  |        |        |        |        |
|  | 6          |                    |                 |            |            | Agnieszka Radwańská | 2 | 2                  |        |        |        |        |
|  | 4          | Simona Halepová    | 6               | 6          |            |                     |   |                    |        |        |        |        |

### Červená skupina
|    |                     | Williamsová | Halepová           | Bouchardová | Ivanovićová        | Zápasy V/P | Sety V/P      | Hry V/P         | Pořadí |
| 1. | Serena Williamsová  |             | 0–6, 2–6           | 6–1, 6–1    | 6–4, 6–4           | 2–1 (75 %) | 4–2 (66,67 %) | 26–22 (54,17 %) | 2.     |
| 4. | Simona Halepová     | 6–0, 6–2    |                    | 6–2, 6–3    | 6–7(7–9), 6–3, 3–6 | 2–1 (75 %) | 5–2 (71,43 %) | 39–23 (62,90 %) | 1.     |
| 5. | Eugenie Bouchardová | 1–6, 1–6    | 2–6, 3–6           |             | 1–6, 3–6           | 0–3 (0 %)  | 0–6 (0 %)     | 11–36 (23,40 %) | 4.     |
| 7. | Ana Ivanovićová     | 4–6, 4–6    | 7–6(9–7), 3–6, 6–3 | 6–1, 6–3    |                    | 2–1 (75 %) | 4–3 (57,14 %) | 36–31 (53,73 %) | 3.     |

Pořadí bylo určeno na základě následujících kritérií: 1) počet vyhraných utkání; 2) počet odehraných utkání; 3) vzájemný poměr utkání u dvou hráček se stejným počtem výher; 4) procento vyhraných setů, procento vyhraných her u třech hráček se stejným počtem výher; 5) rozhodnutí řídící komise.
- V/P – poměr výher/proher daného parametru

### Bílá skupina
|    |                     | Šarapovová         | Kvitová  | Radwańská          | Wozniacká       | Zápasy V/P  | Sety V/P      | Hry V/P         | Pořadí |
| 2. | Maria Šarapovová    |                    | 3–6, 2–6 | 7–5, 6–7(4–7), 6–2 | 6–74, 7–65, 2–6 | 1–2 (25 %)  | 3–5 (37,50 %) | 39–45 (46,43 %) | 3.     |
| 3. | Petra Kvitová       | 6–3, 6–2           |          | 2–6, 3–6           | 2–6, 3–6        | 1–2 (25 %)  | 2–4 (33,33 %) | 22–29 (43,14 %) | 4.     |
| 6. | Agnieszka Radwańská | 5–7, 7–6(7–4), 2–6 | 6–2, 6–3 |                    | 5–7, 3–6        | 1–2 (25 %)  | 3–4 (42,86 %) | 34–37 (47,89 %) | 2.     |
| 8. | Caroline Wozniacká  | 7–64, 6–75, 6–2    | 6–2, 6–3 | 7–5, 6–3           |                 | 3–0 (100 %) | 6–1 (85,71 %) | 44–28 (61,11 %) | 1.     |

Pořadí bylo určeno na základě následujících kritérií: 1) počet vyhraných utkání; 2) počet odehraných utkání; 3) vzájemný poměr utkání u dvou hráček se stejným počtem výher; 4) procento vyhraných setů, procento vyhraných her u třech hráček se stejným počtem výher; 5) rozhodnutí řídící komise.
- V/P – poměr výher/proher daného parametru